# Îles Lucayes
Les îles Lucayes, en anglais Lucayan Archipelago ou Bahama Archipelago, en créole haïtien Lucayan Archipel, forment un archipel de l'océan Atlantique situé dans le Nord des Antilles et s'étendant sur un millier de kilomètres, depuis Grand Bahama, au large des côtes orientales de Floride, jusqu'à East Cay, au nord des côtes de la République dominicaine.

## Géographie
Ces îles sont partagées politiquement entre les Bahamas qui en occupent la plus grande partie et les îles Turques-et-Caïques qui se trouvent dans le Sud-Est de cet archipel. Bien qu'elles ne soient pas baignées par les eaux de la mer des Caraïbes mais par celles de l'océan Atlantique, les îles Lucayes sont associées aux Caraïbes par commodité.
Les îles Lucayes constituent la partie émergée de plateformes carbonatées formant les bancs des Bahamas.

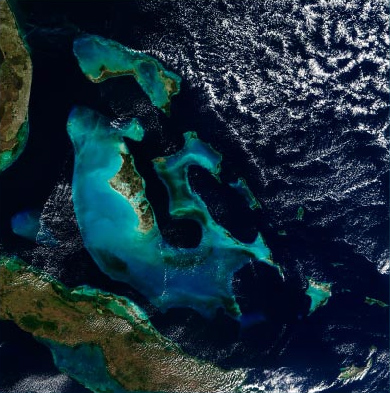
Image satellite des îles Lucayes avec la péninsule de Floride sur la gauche et Cuba en bas ; les différents bancs des Bahamas apparaissent en nuances turquoise.

## Histoire
Les îles Lucayes sont habitées par les Kalinago, les Arawaks et les Lucayens lorsqu'elles sont découvertes par les Européens en 1492 avec le débarquement de Christophe Colomb à San Salvador au terme de son premier voyage transatlantique.